# 日本共産党の研究
『日本共産党の研究』（にほんきょうさんとうのけんきゅう）は、著述家立花隆が、戦前の日本共産党の歴史について叙述した書籍。日本共産党が強硬に反論・批判したのを始め、国会審議でも採り上げられるなど、さまざまな反響をもたらした。

## 内容
戦前の日本共産党についての通史。コミンテルンによる支配、資金の出所、組織、特高警察やスパイとの闘い、相次ぐ転向者など、成立のいきさつから戦時下の強大な国家権力による弾圧で党が崩壊するまでの歴史を実証的に追い、理論や主張としてではなく人と事件を中心として書かれた。克明な取材による新事実や、当時の関係者の証言を多数記録した。
日本共産党史上最大のスパイといわれる「スパイM」=飯塚盈延をめぐる長期間の論争（大塚有章、埴谷雄高、松本清張などによる）に決着をつけた。

## 経緯
- 1975年（昭和50年）12月発売の総合雑誌『文藝春秋』（1976年（昭和51年）1月号）で連載開始、1933年（昭和8年）のスパイ査問死亡事件が採り上げられた[注釈 1]。以降、1977年（昭和52年）12月号まで連載。多くの人物が取材・資料収集整理に関わるなど、執筆に協力した。このときの同誌編集長は、田中健五、半藤一利。
- 連載に加筆訂正、単行本化。『日本共産党の研究』（上・下）講談社、1978年（昭和53年）3月25日・9月初版第1刷[1][2]。
- 1979年（昭和54年）、第1回講談社ノンフィクション賞受賞。
- 年表を付し文庫本化。『日本共産党の研究』（1・2・3）講談社文庫、1983年（昭和58年）5月・6月・7月初版[3][4][5][注釈 2]。

## 反論・反響・影響
- 日本共産党は、戦前の特高警察や検察当局の基礎資料をなによりの材料として、当時特高警察がでっちあげた反共キャンペーンを戦後の日本でむしかえしたものとして、立花を「特高史観」と強く批判した[6]。党機関紙『赤旗』に批判論文がたびたび掲載され、パンフレット化・大量普及もされた。共産党からも当時の資料の公表がされた[6]。
- 1975年（昭和50年）12月10日、『赤旗』は「古びた反共理論と反動裁判所資料のむしかえし--文春立花隆氏の『日本共産党の研究』なるものの特徴」を掲載。同月22日までのべ4回連載した。
- 同月11日、同紙は、宮本顕治「スパイ挑発との闘争」（『月刊読売』1946年（昭和21年）3月号初出）を再録。
- 同月16-18日、同紙は、宮本顕治の公判記録[7]を初めて掲載、発表した。
- 1976年（昭和51年）1月27日、衆議院本会議において春日一幸民社党委員長が代表質問の中でスパイ査問死亡事件を採り上げた[8]。これに対しては同日の本会議で紺野与次郎が、また1月28日の参議院本会議で沓脱タケ子が、1月30日の衆議院予算委員会で不破哲三がそれぞれ反論・批判した[9][10][11]。
- 1976年（昭和51年）3月9日発売の総合雑誌『文化評論』（1976年（昭和51年）4月臨時増刊号）、『赤旗』党史班「犬は吠えても歴史は進む――『文芸春秋』立花論文への総批判」を掲載。
- 小林栄三『歴史の真実に立って――治安維持法・スパイ挑発との闘争』新日本出版社、1976年（昭和51年）10月。
- 「赤旗」党史班『犬は吠えても歴史は進む――『文芸春秋』立花論文への総批判』新日本出版社、1977年（昭和52年）5月。
- 当時日本共産党中央委員会幹部会副委員長という要職にあり、宮本顕治の右腕といわれていた袴田里見の回顧録『党とともに歩んで』から、小畑達夫・大泉兼蔵リンチの模様を大幅に引用したため、袴田は『赤旗』紙上において自己批判させられ、同書を絶版とさせられ、ついには除名処分を受けた。これに対して袴田は『週刊新潮』誌上において手記を発表、すべてを暴露し、以後激しい「宮本・袴田論争」が起こった。
- 日本共産党『特高史観と歴史の偽造――立花隆「日本共産党の研究」批判』日本共産党出版局、1978年（昭和53年）10月。
- 犬丸義一ほか『「日本共産党の研究」の研究――その歴史と今日的課題』現代史出版会、1980年（昭和55年）6月[12]。
- 取材メンバーの中心だった小林峻一と鈴木隆一はこの取材から発展させて『スパイＭ』（徳間書店、1980年（昭和55年）。後に文春文庫化）を共著した。さらに小林は加藤昭との共著で『闇の男――野坂参三の百年』（文藝春秋、1993年（平成5年）。第25回大宅壮一ノンフィクション賞受賞）を上梓し、これが野坂の除名失脚をもたらした[6]。
- 2021年（令和3年）6月に立花の死去が発表された際、『しんぶん赤旗』は主要マスメディアより2日遅い6月25日付の紙面に、一切論評のない事実のみの訃報を掲載した[13][14]。

## 書誌情報

### 掲載情報
1. 立花隆「日本共産党の研究　特別企画 1」『文藝春秋』第54巻第1号、文藝春秋、1976年1月、94-150頁。
2. 立花隆「日本共産党の研究　小説より面白い 2」『文藝春秋』第54巻第2号、文藝春秋、1976年2月、230-272頁。
3. 立花隆「日本共産党の研究　代々木路線を解明する 3」『文藝春秋』第54巻第3号、文藝春秋、1976年3月、152-182頁。
  1. 立花隆「日本共産党の研究　3 附録 いわゆる宮本委員長の復権問題について」『文藝春秋』第54巻第3号、文藝春秋、1976年3月、183-192頁。
4. 立花隆「日本共産党の研究　4」『文藝春秋』第54巻第6号、文藝春秋、1976年6月、148-174頁。
5. 立花隆「日本共産党の研究　5」『文藝春秋』第54巻第7号、文藝春秋、1976年7月、148-168頁。
6. 立花隆「日本共産党の研究　6」『文藝春秋』第54巻第8号、文藝春秋、1976年8月、156-180頁。
7. 立花隆「日本共産党の研究　7」『文藝春秋』第54巻第9号、文藝春秋、1976年9月、292-306頁。
8. 立花隆「日本共産党の研究　8」『文藝春秋』第54巻第10号、文藝春秋、1976年10月、382-406頁。
9. 立花隆「日本共産党の研究　9」『文藝春秋』第54巻第11号、文藝春秋、1976年11月、304-324頁。
10. 立花隆「日本共産党の研究　スパイMの全貌 10」『文藝春秋』第54巻第12号、文藝春秋、1976年12月、138-158頁。
11. 立花隆「日本共産党の研究　小林多喜二を売ったスパイ 11」『文藝春秋』第55巻第1号、文藝春秋、1977年1月、228-250頁。
12. 立花隆「日本共産党の研究　共産党資金網の壊滅 12」『文藝春秋』第55巻第2号、文藝春秋、1977年2月、360-380頁。
13. 立花隆「日本共産党の研究　大森銀行ギャング事件 13」『文藝春秋』第55巻第3号、文藝春秋、1977年3月、306-328頁。
14. 立花隆「日本共産党の研究　熱海の銃声 14」『文藝春秋』第55巻第4号、文藝春秋、1977年4月、294-309頁。
15. 立花隆「日本共産党の研究　スパイ大泉兼蔵の登場 15」『文藝春秋』第55巻第5号、文藝春秋、1977年5月、262-284頁。
16. 立花隆「日本共産党の研究　「超スパイ」暗殺の失敗 16」『文藝春秋』第55巻第6号、文藝春秋、1977年6月、260-277頁。
17. 立花隆「日本共産党の研究　全協の崩壊 17」『文藝春秋』第55巻第8号、文藝春秋、1977年8月、280-299頁。
18. 立花隆「日本共産党の研究　転向の奔流 18」『文藝春秋』第55巻第9号、文藝春秋、1977年9月、220-236頁。
19. 立花隆「日本共産党の研究　転向と非転向の間 19」『文藝春秋』第55巻第10号、文藝春秋、1977年10月、208-227頁。
20. 立花隆「日本共産党の研究　スパイとリンチ 20」『文藝春秋』第55巻第11号、文藝春秋、1977年11月、220-235頁。
21. 立花隆「日本共産党の研究　リンチ事件と党壊滅 完結篇 21」『文藝春秋』第55巻第12号、文藝春秋、1977年12月、184-232頁。

### 単行本
1. 立花隆『日本共産党の研究』 上、講談社、1978年3月25日。ISBN 978-4-06-128395-4。
2. 立花隆『日本共産党の研究』 下、講談社、1978年9月。ISBN 978-4-06-143502-5。 - 注記　参考資料一覧: pp.555-582 付: 年表。

### 文庫本
1. 立花隆『日本共産党の研究』 （一）、講談社〈講談社文庫〉、1983年5月15日。ISBN 978-4-06-183041-7。
2. 立花隆『日本共産党の研究』 （二）、講談社〈講談社文庫〉、1983年6月15日。ISBN 978-4-06-183042-4。
3. 立花隆『日本共産党の研究』 （三）、講談社〈講談社文庫〉、1983年7月15日。ISBN 978-4-06-183043-1。 - 注記　参考資料一覧: pp.301-362 付: 年表。

## 書評
- 高橋正則「衝撃の書！「日本共産党の研究」――立花隆著(講談社刊・上下二巻)を読んで」『革新』第101号、民社党本部教宣局、1978年12月、92-95頁、ISSN 02865386。
- 松田道雄、渡部徹、和田洋一、伊藤晃「座談会・立花隆著『日本共産党の研究』をめぐって」『運動史研究』第4巻、三一書房、1980年2月。
- 加藤哲郎「立花隆『日本共産党の研究』（講談社文庫）」『文藝春秋』1996年11月臨時増刊号、文藝春秋、1996年11月。
- 佐藤優「ベストセラーで読む日本の近現代史(第89回)『日本共産党の研究』立花隆」『文藝春秋』第99巻第2号、文藝春秋、2021年2月、366-369頁。